# Plaza Coronel Toribio Tedín

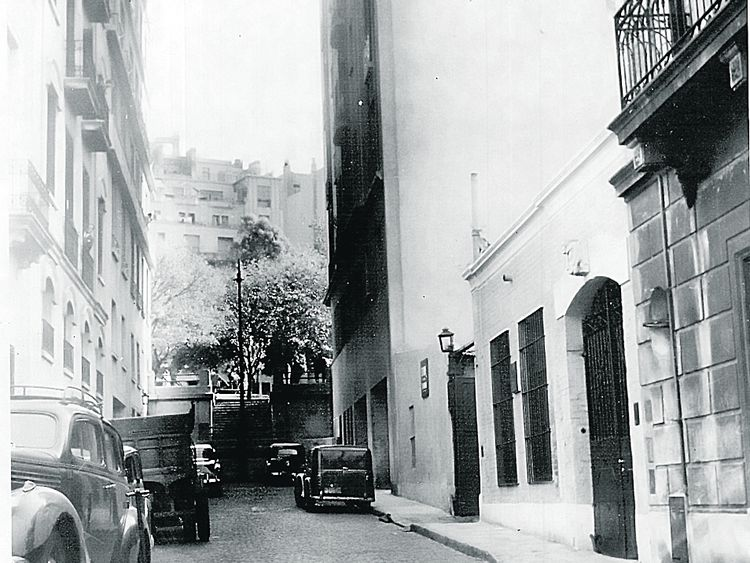
La Plaza Tedín, visible sobre las escalinatas del Pasaje Seaver.

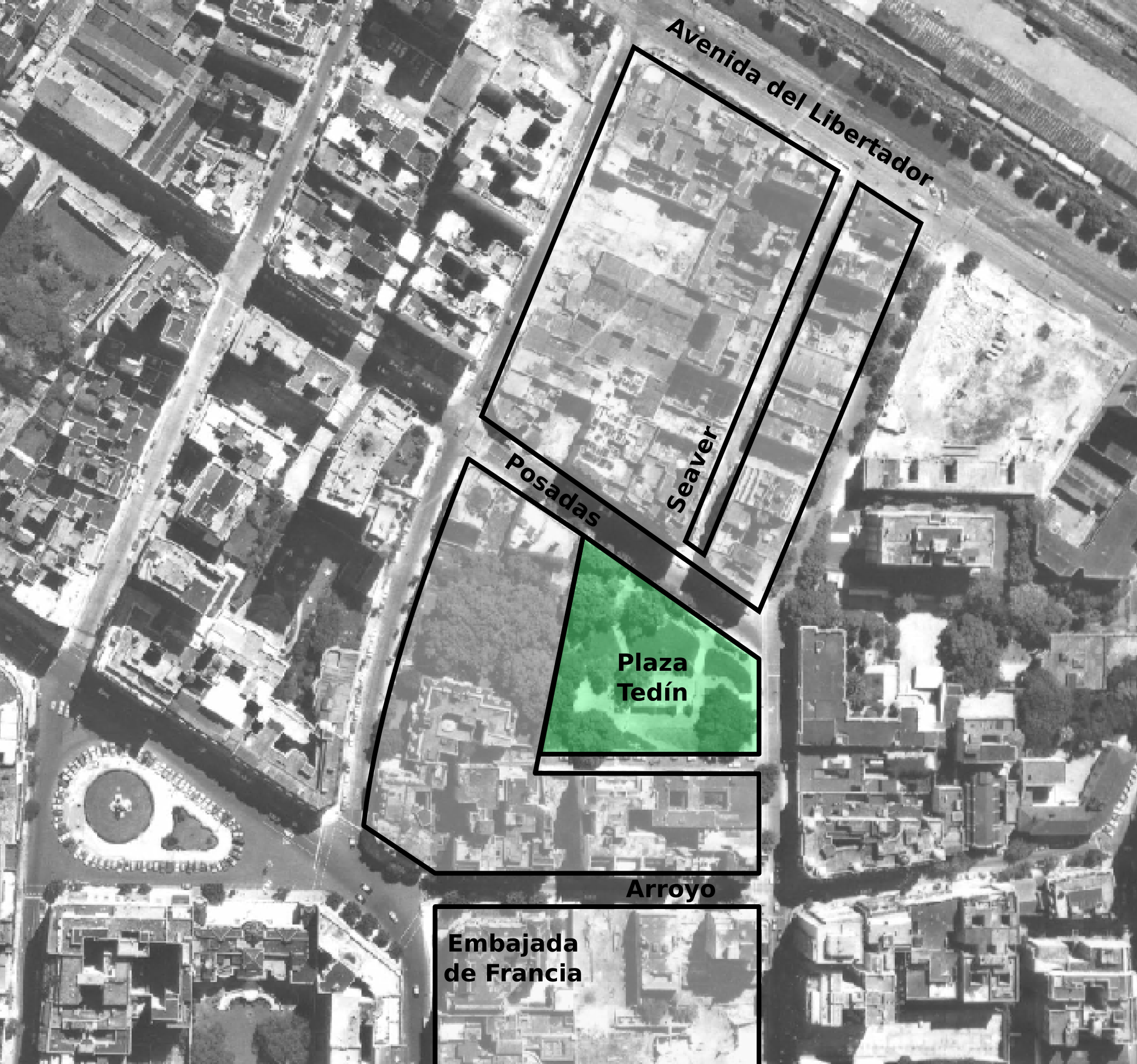
Foto aérea de 1978 donde se aprecia la Plaza Tedín.

La Plaza Coronel Toribio Tedín, conocida como Plaza Tedín a secas, fue un espacio verde del barrio de Retiro de la Ciudad de Buenos Aires ubicado sobre la calle Posadas entre Cerrito y Carlos Pellegrini, en una de las manzanas del Socorro demolidas entre 1978 y 1980 como parte de la extensión de la Avenida Nueve de Julio. Limitaba al sur con el Pasaje Eguía y hacia el norte con las escalinatas del Pasaje Seaver, ambos desaparecidos. La plaza, formada a partir de la unión de lotes desocupados, recibió el nombre por decreto en 1953 en honor a un coronel salteño que peleó a las órdenes de Manuel Belgrano en las batallas de Salta y Tucumán.
Sobre la calle Posadas, con vista a la plaza, construyó en 1926 su estudio y residencia particular el arquitecto Alejandro Bustillo. La obra, considerada una de las más relevantes de su carrera en la categoría, también fue demolida. A fines de la década de 1960 la Plaza Tedín fue frecuentada por varios pioneros del rock nacional, que la habían rebautizado Plaza Chaplín. En una pensión ubicada enfrente vivieron por esos años Miguel Abuelo, Pipo Lernoud, Pajarito Zaguri y Moris. La película Las turistas quieren guerra (1977), con Alberto Olmedo y Jorge Porcel, tiene escenas filmadas en la plaza y el Pasaje Seaver.
El historiador Félix Luna recuerda con nostalgia su existencia. La "plazoleta empinada balconeando la calle Posadas" ocupa asimismo un lugar central en la novela Rumble de la historietista y escritora Maitena Burundarena. Una nota del diario La Nación sobre La demolición que se llevó un barrio recuerda "donde estaba 'la Tedín' y de la que sólo quedan lo que para todos los chicos fueron 'los ombús'".
Actualmente sobreviven algunos árboles de la forestación de la plaza, en particular un ombú de gran porte, en un cantero de la Avenida Nueve de Julio que lleva desde 1986 el nombre de Plazoleta Coronel Toribio Tedín y se extiende entre las calles Arroyo y Posadas.